# Franciscus Xaverius Prajasuta
Franciscus Xaverius Prajasuta, né le 3 novembre 1931 à Nguntaranadi (Java central) et mort le 28 juillet 2015 à Yogyakarta, est un prélat catholique indonésien, évêque de Banjarmasin de 1983 à 2008.

## Biographie
Ordonné prêtre en 1959 dans la congrégation des Missionnaires de la Sainte-Famille (MSF), il est nommé évêque de Banjarmasin le 6 juin 1983. Il reçoit la consécration le 23 octobre suivant, des mains de son prédécesseur Mgr Wilhelmus Joannes Demarteau. Il prend sa retraite en 2008 et se consacre à la composition de chants liturgiques.